# De Rijp (Noord-Holland)

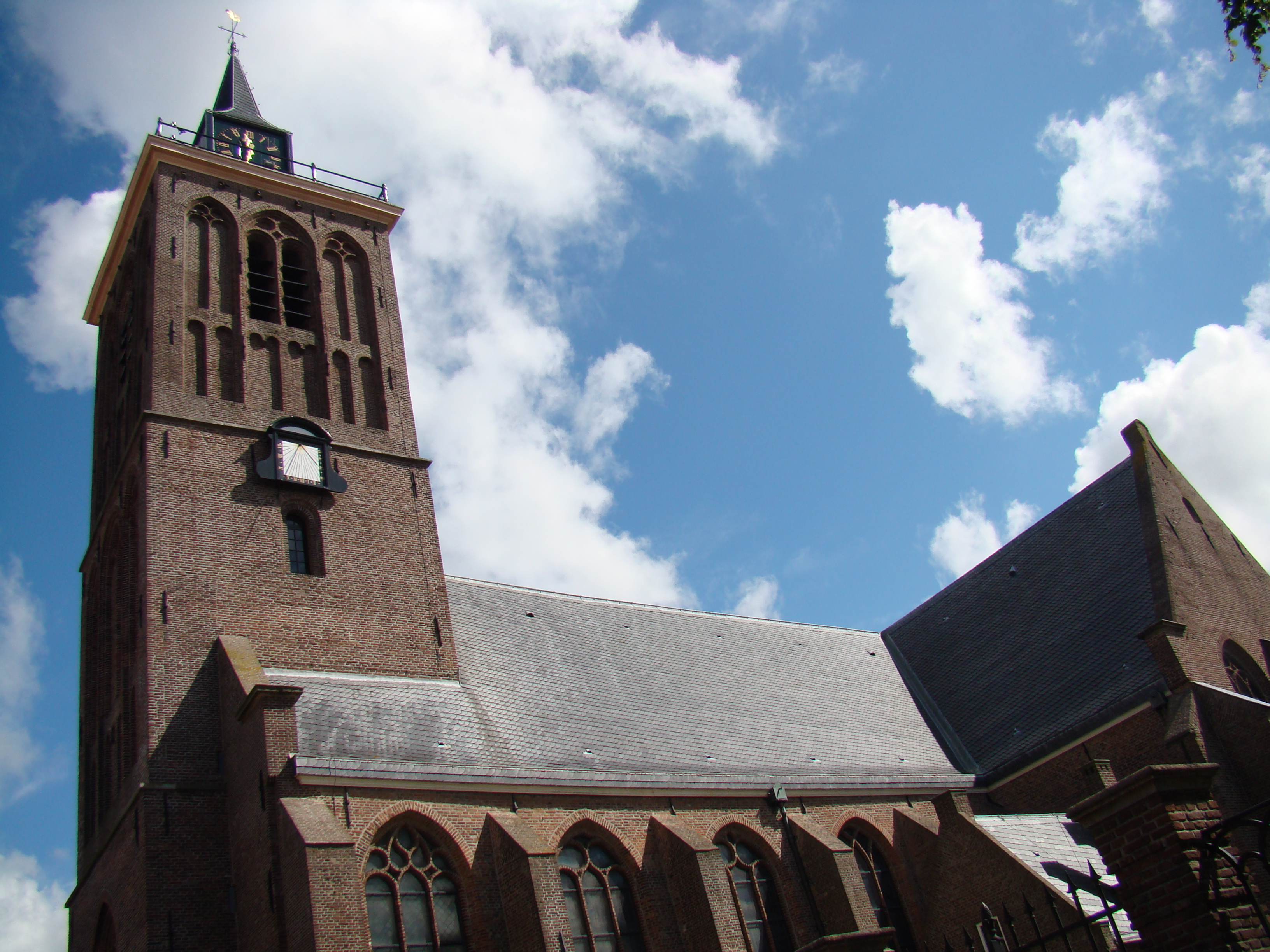
Grote Kerk

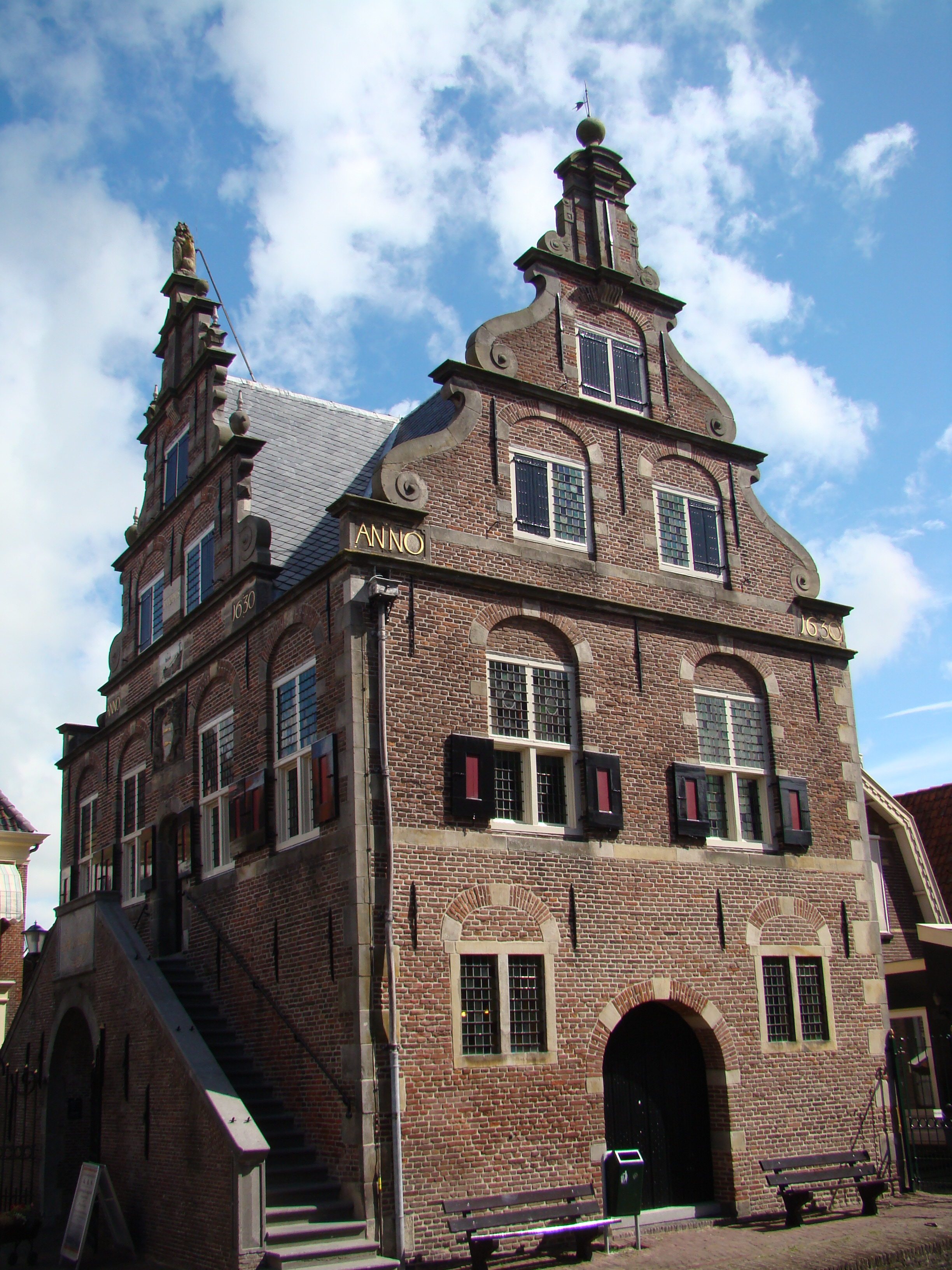
Raadhuis van De Rijp

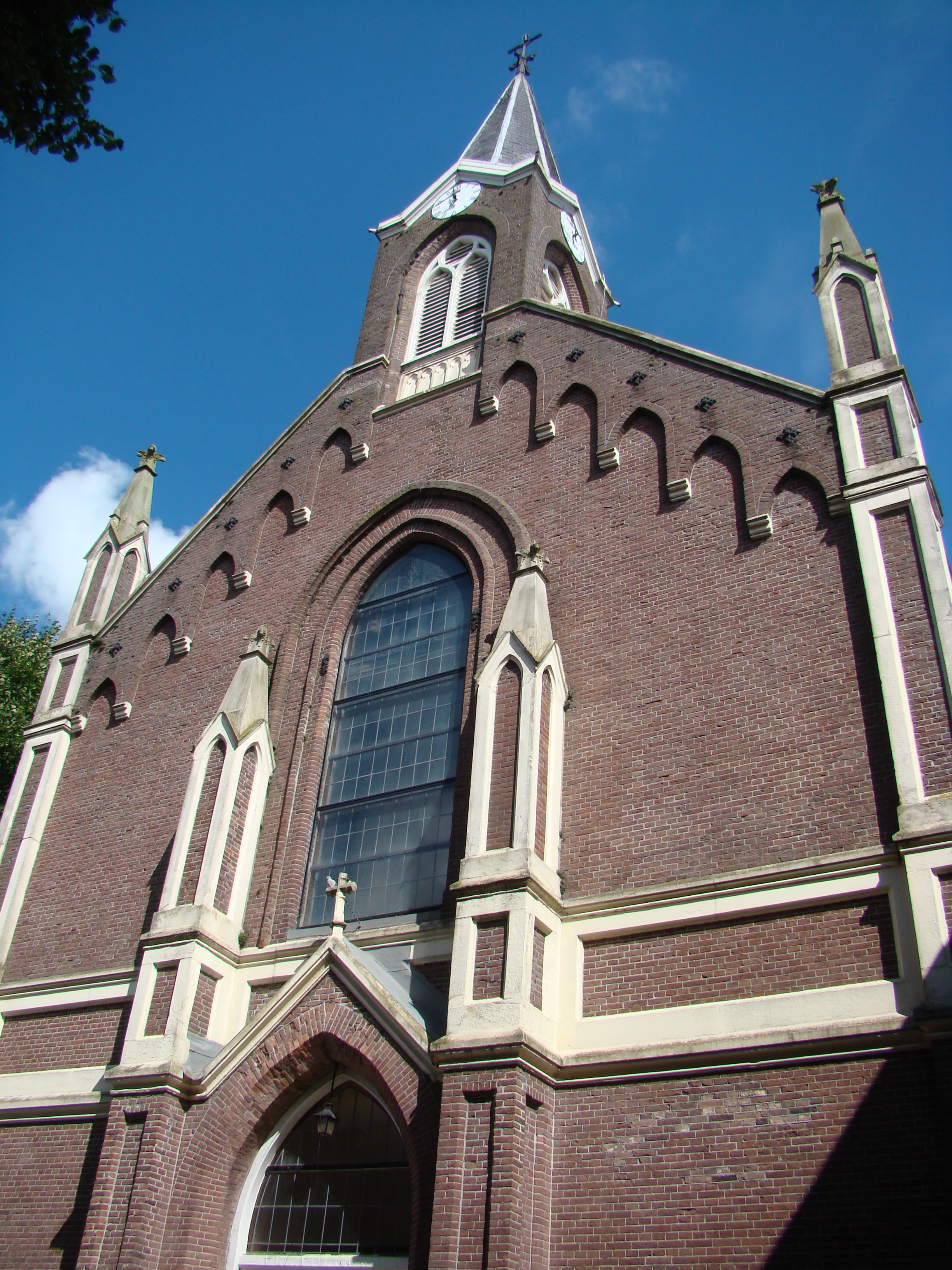
Sint-Bonifatiuskerk

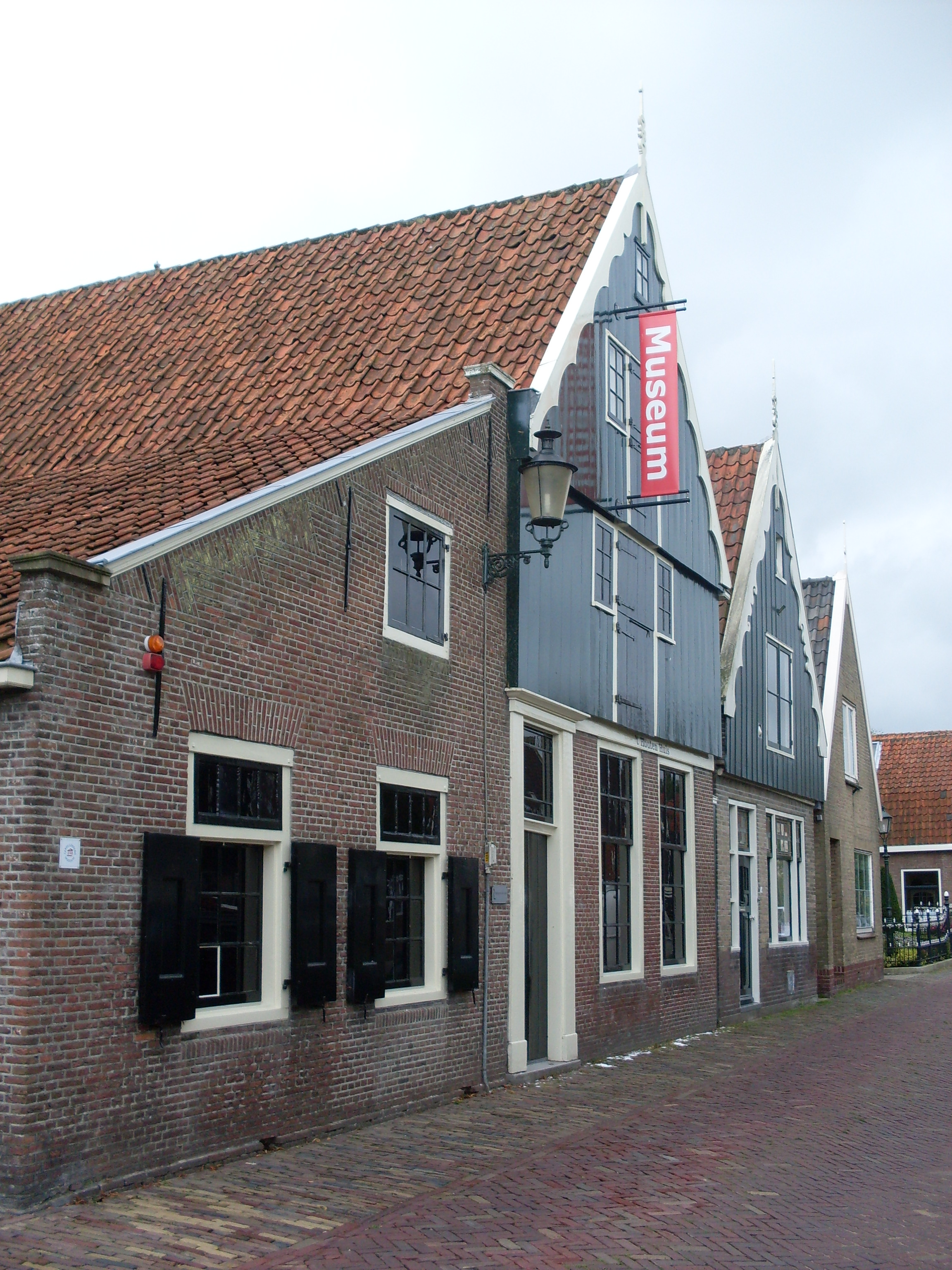
Museum In 't Houten Huis

De Rijp is een dorp en voormalige gemeente in de gemeente Alkmaar, in de Nederlandse provincie Noord-Holland. Het is de geboorteplaats van Jan Adriaanszoon Leeghwater.

## Geschiedenis
De Rijp werd eind dertiende eeuw gesticht. De plaatsnaam betekent 'oeverrand', De Rijp ontstond aan het zuidelijk deel van de dijk om Schermereiland. De plaats was in de 17e, 18e en 19e eeuw zeer welvarend, dankzij walvisvaart, haringvisserij en de verwerking van hennep.

### Haringvisserij
De haringvisserij ('de grote visserij') was een sterk gereguleerd bedrijf. In het Noorderkwartier was alleen de stad Enkhuizen lid van het College van de Grote Visserij. Van de totale Noord-Hollandse haringvloot was ongeveer 25% tot 30% in handen van Rijper rederijen, de rest van reders uit Enkhuizen. De gevangen haring mocht niet in De Rijp worden verpakt voor de export (haringpakkerij); dit diende in Enkhuizen te gebeuren.
De haringvisserij was geen voltijds bedrijf: ze gaf de vissers slechts drie of vier maanden per jaar werk. De overige maanden hield men zich vaak bezig met de visserij op de binnenmeren (zoals de Schermeer, de Starnmeer en de Beemster). Toen deze werden drooggemalen, verdween deze mogelijkheid en nam ook het aantal Rijper bemanningsleden op de haringvloot af. Ook verdween de rechtstreekse verbinding met de Zuiderzee door deze droogmakerijen.
Nog tot in de negentiende eeuw werd eens per jaar, als de haringbuizen in het voorjaar uitvoeren, de sluis bij Nauerna opengezet om (brak) water uit het IJ in te laten. Het waterpeil steeg dan voldoende om de buizen te kunnen laten uitvaren van De Rijp naar Edam.
De laatste haringboot voer uit in 1888.

### Walvisvaart
De walvisvaart (de 'kleine visserij') was in De Rijp mede ontstaan als gevolg van de teruglopende inkomsten uit de haringvisserij. De schepen voeren niet uit van De Rijp, maar vanaf de Zaan en later het IJ. In 1798 werd de laatste expeditie vanuit De Rijp uitgerust.

### Brand in 1654

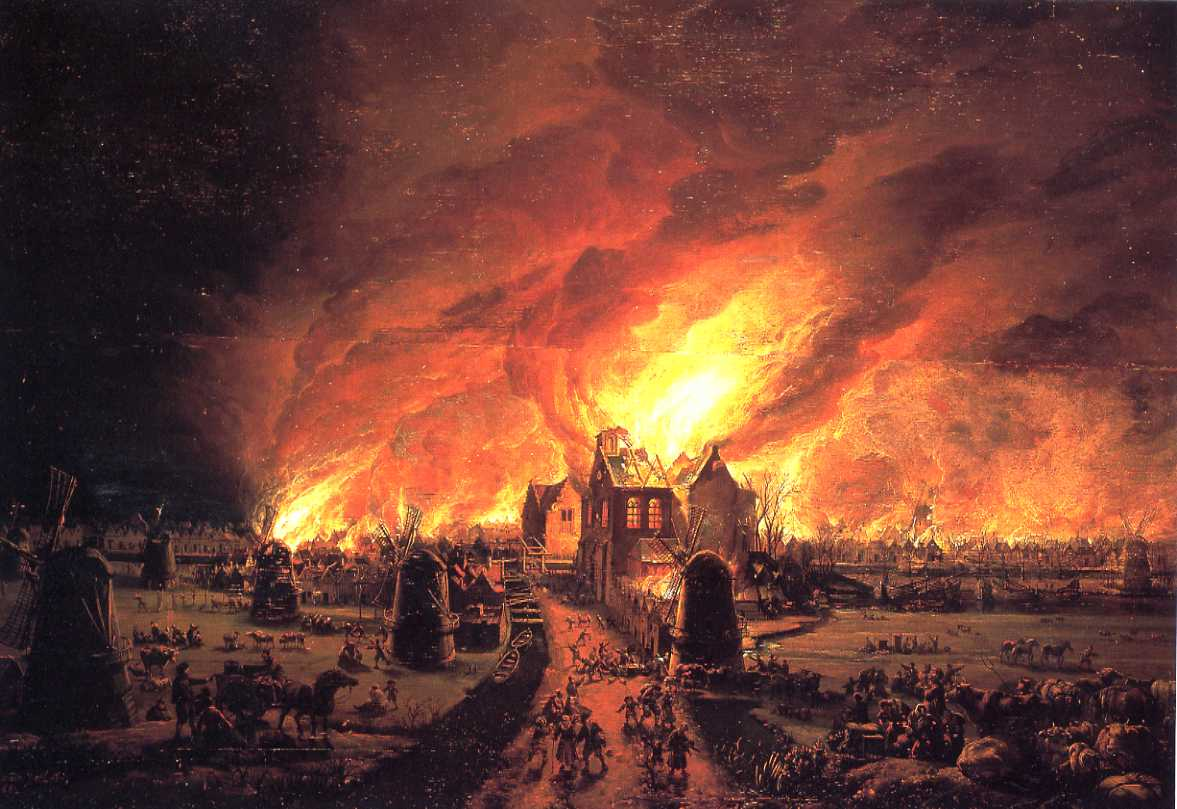
De brand (Egbert van der Poel)

In de nacht van 6 op 7 januari 1654 brak een gigantische brand uit in De Rijp. De brand begon in een hennepkloppersmolen. Snel greep het vuur om zich heen en binnen een mum van tijd waren er ongeveer 400 huizen verwoest. Er werd dag en nacht geblust door de brandweer, omdat nog een week lang de vlammen steeds oplaaiden. Door de inspanningen van de burgers, boeren en gezagsdragers vielen er geen slachtoffers en kon de wederopbouw snel beginnen. Het grootste deel van het dorp ging bij deze brand verloren: behalve de circa 700 woningen waren dit ongeveer 100 pakhuizen met olie, teer en hennep, 50 hekelhuizen, 4 bruggen, 5 schuiten, 60 scheepstuigen, 400 netten, 400 bonden hennep, hennepmolens, 4 paarden, 22 koeien en 90 schapen. Enkel het raadhuis uit 1630 overleefde de brand en staat er nu nog. Een door Egbert van der Poel gemaakt schilderij van de brand is te bezichtigen in Museum In 't Houten Huis.

### Bestuurlijke indeling
Van 1817 tot 1970 was De Rijp een zelfstandige gemeente. Daarna fuseerde De Rijp met het naastgelegen Graft tot de gemeente Graft-De Rijp. Op 1 januari 2015 is die gemeente opgegaan in de gemeente Alkmaar.

## Cultuur
- Museum In 't Houten Huis[3]
- Museum Jan Boon

### Bezienswaardigheden
- Raadhuis van De Rijp met de Waag uit 1630
- Grote Kerk is een Nederlands Hervormde kerk uit 1655 met 23 gebrandschilderde ramen en zerkenvloer
- Sint-Bonifatiuskerk
- De Groene Zwaan, voormalige Lutherse kerk
- Oude huisjes in Zaanse stijl; De Rijp is beschermd dorpsgezicht
- boerderijen en de houten huizen
- Lijst van rijksmonumenten in De Rijp
- Lijst van gemeentelijke monumenten in De Rijp
- Natuurgebied de Eilandspolder (Natura 2000-gebied)

### Evenementen
In De Rijp vinden diverse evenementen plaats zoals onder meer koningsdag in april, de braderie in juni, het Tuingr8 StraatTheaterFestival in juli, boekenmarkt in centrum van De Rijp in augustus, kermis in september, Sinterklaasintocht in november en elke twee jaar een midwinterfeest.
Op 26 april 2014 vond de eerste Koningsdag plaats met daarbij een bezoek aan De Rijp door de koninklijke familie.

## Economie

### Winkelen
In winkelcentrum Het Boegbeeld zijn winkels voor de dagelijkse boodschappen. Op industrieterrein De Volger (aan de zuidzijde van de N244) bevinden zich een paar winkels. Op vrijdagavond is de koopavond.
Er is een weekmarkt op donderdag van 11:00 tot 17:00 uur op de parkeerplaats naast het Boegbeeld.

## Natuur
- Natuurgebied de Eilandspolder

## Onderwijs
Basisscholen in De Rijp:
- De Tweemaster (openbaar)
- Vinckhuysenschool (openbaar)
- De Balein (Rooms-Katholiek)

## Verenigingen
Verenigingen in de Rijp zijn onder andere:
- SV de Rijp, voetbalvereniging
- LTV De Rijp, tennisvereniging
- Derba, basketbalvereniging
- De Argonauten, kano-vereniging
- Tandje Erbij, wielervereniging

## Voorzieningen
- Bibliotheek Graft-De Rijp

## Verkeer en vervoer
De Rijp is bereikbaar via de A9 en de A7 en de N244. Openbaar vervoer is er per bus van Connexxion met lijn 123 van station Alkmaar naar De Rijp en lijn 305 van EBS van Amsterdam via Purmerend naar De Rijp.

## Bekende personen uit De Rijp
- Waterbouwkundige Jan Adriaanszoon Leeghwater (1575-1650) is in De Rijp geboren.
- Ontdekkingsreiziger Jan Jansz. Weltevree (1595-1666) is een Nederlandse zeevaarder en waarschijnlijk de eerste Nederlander die in Korea leefde.
- Hoogleraar oosterse talen in Utrecht Adriaan Reland (1676-1718) — eerste westerling die objectief over de islam schreef — werd in De Rijp geboren en begraven.
- De schrijfsters Betje Wolff en Aagje Deken woonden van 1778 tot 1782 in De Rijp.
- Jan Kieft (1798-1870), kunstschilder
- Burgemeester en politiefunctionaris Felix de Klopper (1817-1878) is geboren in De Rijp
- Sportman en trainer Jan Ploeger (1879-1956) groeide op in De Rijp.
- Klaas van Aken (1882-1947), kunstenaar
- Thé Lau (1889-1958), kunstschilder
- Vrijzinnig-hervormd predikant Henk Kater (1911-2003) — bekend als de dominee die in 1966 het huwelijk van Beatrix en Claus inzegende — is geboren in De Rijp.
- Vincent Nolet (1911-1982), politicus is geboren in De Rijp.
- Dirigent, componist en pianist Hans Keuning (1926-2016) is geboren in De Rijp.
- Acteur Piet Bambergen (1931-1996) heeft tot zijn dood in De Rijp gewoond.
- Priester Jan Berkhout (1940-2018) is geboren in De Rijp.
- Cabaretier/acteur/zanger van het duo Acda en De Munnik/regisseur Thomas Acda (1967) is in De Rijp opgegroeid.
- Alain Krijnen (1980), burgemeester van Eijsden-Margraten, is opgegroeid in De Rijp.
- YouTuber Don Plevier (bekend onder zijn pseudoniem GameMeneer) (1990) is geboren in De Rijp.
- Voetballer Gijs Smal (1997) is geboren in De Rijp.
- Voetballer Jizz Hornkamp (1998) is geboren in De Rijp.